# Konstanty Jeleński
Konstanty Aleksander Jeleński (parfois orthographié en France Constantin Jelenski ; né le 2 janvier 1922 à Varsovie et mort le 4 mai 1987 à Paris) est un essayiste, critique littéraire, critique d'art et traducteur polonais émigré en France.

## Biographie
Konstanty Aleksander Jeleński est issu d’une famille de la noblesse terrienne. Son père Konstanty Jeleński est diplomate et le jeune Jeleński passe son enfance dans différentes représentations diplomatiques polonaises où son père est nommé : à Madrid, Bucarest, Vienne, Königsberg, Munich. Sa mère, née Teresa Skarżyńska, est traductrice (entre autres de George Orwell qu'elle connaissait personnellement).
Jeleński est diplômé du lycée Stefan Batory à Varsovie où il est camarade de classe de Krzysztof Kamil Baczyński. Il appartient à l'équipe scoute « Orangerie », où il côtoie, entre autres, Tadeusz Zawadzki « Zośka ». Il obtient son bac en 1939.

### La Seconde Guerre mondiale
À l'âge de dix-huit ans, Jeleński rejoint l'armée polonaise qui se reconstruit en France, puis en Angleterre. En même temps, il fait des études d'économie, de sciences politiques et d'histoire à Oxford. En 1944, il prend part aux combats en Normandie, en Belgique et aux Pays-Bas au sein de la première division blindée polonaise du général Maczek. Jeleński fait partie de la rédaction du journal Dziennik Żołnierza Pierwszej Brygady Pancernej (« Le journal du combattant de la première division blindée »). 

### En Italie
Après la guerre, il choisit l'exil. Il travaille à l'Organisation internationale pour les réfugiés (IRO) à Naples, et à l’Organisation des Nations unies pour l'alimentation et l'agriculture (FAO) à Rome. Il se lie avec Leonor Fini, peintre argentine d'origine italienne et s'installe avec elle à Paris en 1951.

### En France
A Paris, Jeleński est très actif dans les milieux littéraires de l'émigration polonaise. En décembre 1952, il arrive, par l’intermédiaire de Nicolas Nabokov (qu'il avait connu à Rome lorsqu’il était en poste à la FAO) au Congrès pour la liberté de la culture. En 1953, il constitue dans le cadre du Congrès un « Comité pour l’Europe centrale et orientale », composé d’une douzaine d’écrivains, d’artistes et de savants polonais, roumains, tchèques, etc., tous exilés en France, afin de l’aider à réaliser, en collaboration avec la Radiodiffusion française, une émission hebdomadaire de quinze à vingt minutes, destinée à informer les auditeurs d’Europe centrale et orientale des événements culturels les plus importants d'Europe occidentale et dont ils ne peuvent avoir connaissance par d’autres voies. En huit ans, une centaine d’heures sont ainsi diffusées, qui permettent aussi de familiariser les auditeurs avec l’existence et les activités du Congrès (ce qui incita Ilya Ehrenbourg à demander au gouvernement français la suppression de ces émissions). Ce comité a également pour mission de répondre à toute demande de documentation ou de coopération concernant la vie culturelle en Albanie, Bulgarie, Hongrie, Pologne, Roumanie, Tchécoslovaquie et dans les pays baltes.
Jeleński est un contributeur prolifique de Preuves, revue française anticommuniste fondée par François Bondy, et de Kultura, le plus important magazine littéraire et politique de l'émigration polonaise après la Seconde Guerre mondiale, fondé et dirigé par Jerzy Giedroyc.
Le travail de Jeleński au Congrès pour la liberté de la culture et ses relations en Occident ont énormément facilité la propagation, par l’Institut littéraire de Jerzy Giedroyc, de la  littérature polonaise, notamment celle de Czesław Miłosz, Aleksander Wat et Witold Gombrowicz dont Jeleński est le premier traducteur en français. Il publie aussi des essais et des analyses des littératures contemporaines, polonaise et française, ainsi que des textes consacrés à la peinture. Parmi ses œuvres les plus notables figurent de nombreux essais sur Gombrowicz et sur Anthologie de la poésie polonaise (1965). Il traduit trois de ses œuvres : deux drames (Yvonne, princesse de Bourgogne ; Opérette) et un roman (Trans-Atlantique). Après la mort de Gombrowicz, il prépare l’édition des versions inachevées d’Opérette et les préface, intitulant l’ensemble L’Histoire (Opérette).
Les rapports de Jeleński avec Giedroyc sont souvent orageux car il accepte mal d’être utilisé et, surtout, il refuse d’exposer au danger des gens vivant en Pologne. Or quelques procès retentissants, dans les années 1960 et au début des années 1970, entre autres celui de jeunes tentant de faire passer clandestinement des livres de l’Institut littéraire en Pologne, vont se terminer par des condamnations. Cela conduit Jeleński à abandonner tout contact avec Giedroyc.
Jeleński est également conseiller artistique de la galerie Lambert sur l’île Saint-Louis, fondée et dirigée par le couple d'émigrés polonais Zofia et Kazimierz Romanowicz, également éditeurs (Libella). Pendant ses trente années d’activité, la galerie organise plus de cent cinquante expositions individuelles d’artistes de vingt-huit nationalités différentes, essentiellement originaires des pays de l’Est, comme Józef Czapski, Nikifor, Georges Van Haardt, Władysław Hasior, Jan Tarasin, Teresa Mellerowicz, Wojciech Fangor, Miljenko Stancic… 
Jeleński analyse la fascination du communisme en Occident chez les intellectuels de gauche, leur refus obstiné d’admettre l’existence du Goulag, des procès de Moscou, ou encore de la révolte des ouvriers à Berlin-Est. Il intervient dans les débats politiques, soutient les signataires de la Lettre des 34, condamne l’antisémitisme du pouvoir communiste en Pologne et l’écrasement de la révolte étudiante en 1968.
Entre 1973 et 1976, il est directeur administratif du Centre Royaumont pour une science de l'homme ; il est également chargé de mission à l'Institut national de l'audiovisuel (INA) — il est invité à le rejoindre par son premier directeur, Pierre Emmanuel. Il écrit en plusieurs langues, publie dans la presse française (Preuves, Le Monde, La Quinzaine littéraire, Les Lettres nouvelles), anglaise, américaine, allemande.

### Prix et distinctions
- 1964 : prix littéraire de la fondation Kościelski à Genève
- 1965 : prix de la Fondation A. Jurzykowski à New York
- 1981 : prix du PEN Club polonais et prix littéraire Kultura

## Publications

### En français
- Anthologie de la poésie polonaise, Seuil, 1965
- Leonor Fini : rétrospective, Galerie Dionne, 1997  (ISBN 978-2-9510439-4-7)
- Leonor Fini, Lausanne, Clairefontaine, 1968
- Leonor Fini. Peinture, Mermoud + Vilo, 1979

### En polonais
- Deux recueils d'essais sur Gombrowicz : 
  - (pl) Zbiegi Okolicznosci (Concours de circonstances), éd. de l’Institut littéraire
  - (pl) Chwile oderwane (Instants détachés), slowo/obraz terytoria

#### En français
- Witold Gombrowicz, Journal 1953-1956, Paris, Éditions Julliard 1976
- Gustaw Herling-Grudziński, Journal écrit la nuit, Éditions Gallimard, 1989
- Pierre Grémion, In memoriam Constantin Jelenski 1922-1987, Commentaire, 37-40 Julliard, 1987
- Pierre Grémion, Intelligence de l’anticommunisme. Le Congrès pour la liberté de la culture à Paris, Paris, Fayard, 1995
- Olga Wattowa, L'Ombre seconde, Paris, Éditions de Fallois / Lausanne, Éditions L'Âge d'Homme, 1989
- Wojciech Karpiński, Ces livres du grand chemin, Montrichet, Éditions Noir sur blanc, 1992

#### En polonais
- Revue Kultura